# Guillermo Hayden Wright
Guillermo Hayden Wright (12 febbraio 1872 – 1949) è stato un giocatore di polo messicano.
Partecipò al torneo di polo della II Olimpiade di Parigi del 1900. La sua squadra, formata anche dai tre fratelli Escandón, fu sconfitta in semifinale e si aggiudicò così la medaglia di bronzo.

## Palmarès
| Anno | Manifestazione  | Sede   | Evento | Risultato |
| ---- | --------------- | ------ | ------ | --------- |
| 1900 | Giochi olimpici | Parigi | Polo   | Bronzo    |